# (26967) 1997 RZ7
(26967) 1997 RZ7  es un asteroide perteneciente al cinturón de asteroides, descubierto el 4 de septiembre de 1997 por Tetsuo Kagawa y Takeshi Urata desde el Observatorio Gekko, en Japón.

## Designación y nombre
Designado provisionalmente como 1997 RZ7.

## Características orbitales
1997 RZ7 orbita a una distancia media del Sol de 2,596 ua, pudiendo acercarse hasta 2,130 ua y alejarse hasta 3,062 ua. Tiene una excentricidad de 0,180 y una inclinación orbital de 14,803° grados. Emplea en completar una órbita alrededor del Sol 1527,77 días.

## Características físicas
Su magnitud absoluta es 12,98. Tiene 7,303 km de diámetro. Su albedo se estima en 0,251. 